# 86e division d'infanterie (Empire allemand)
La 86e division d'infanterie  est une unité de l'armée allemande qui participe à la Première Guerre mondiale.

## Première Guerre mondiale

### Composition

#### 1915 - 1916
- 171e brigade d'infanterie

341e régiment d'infanterie
342e régiment d'infanterie
- 172e brigade d'infanterie

343e régiment d'infanterie
344e régiment d'infanterie
- 86e régiment de cavalerie
- 86e régiment d'artillerie de campagne
- 230e régiment d'artillerie de campagne (en 1916)

#### 1917
- 172e brigade d'infanterie

341e régiment d'infanterie
343e régiment d'infanterie
344e régiment d'infanterie
4e bataillon de jägers
- 3e escadron du 7e régiment d'uhlans (de)
- 65e commandement divisionnaire d'artillerie

86e régiment d'artillerie de campagne
- 86e bataillon de pionniers

#### 1918
- 172e brigade d'infanterie

341e régiment d'infanterie
343e régiment d'infanterie
344e régiment d'infanterie
- 3e escadron du 7e régiment d'uhlans (de)
- 65e commandement divisionnaire d'artillerie

86e régiment d'artillerie de campagne
404e bataillon d'artillerie à pied
- 86e bataillon de pionniers

## Chefs de corps
| Grade                        | Nom                       | Date                            |
| ---------------------------- | ------------------------- | ------------------------------- |
| Generalmajor                 | Theodor von Wernitz       | 2 août 1914 - 20 mars 1915      |
| Generalmajor/Generalleutnant | Karl Max Gronau           | 21 mars 1915 - 2 juillet 1918   |
| Oberst                       | Gottfried von Brauchitsch | 3 juillet 1918 - 8 février 1919 |